# ベルテルスマン
ベルテルスマン（Bertelsmann AG）は、ドイツに本社を置くメディア・コングロマリットである。出版・放送・音楽ソフトなどの事業を営む。

## 主な事業
- RTLグループ - ヨーロッパ最大の放送・番組制作会社。
- グルナー・ヤール - ヨーロッパ最大の雑誌出版社。
- ペンギン・ランダムハウス - 世界最大の出版グループ。2013年、ランダムハウスがイギリス・ピアソン傘下のペンギン・ブックスと合併して誕生した。
- arvato - メディアサービス、ロジスティックス（印刷、光ディスク製造、データセンターなど）。日本支社あり。

## 歴史
1835年7月1日、カール・ベルテルスマンがカール・ベルテルスマン出版社を設立した。彼は宗教や社会活動に熱心な人物で、キリスト教の書籍や雑誌を出版した。息子のハインリヒ・ベルテルスマンや婿のヨハネス・モーンは伝統を継承しつつ、小説も出版して、会社を成長させた。
第二次世界大戦後の1947年、ラインハルト・モーンが会社を再建した。1950年に始めた、通信販売方式の「ベルテルスマン読書サークル」は大成功を収め、数年後には会員数が100万人に達した。1956年、「レコードサークル」も設立し、音楽業界に進出した。アリオラ・レコードや製造会社ソノプレス（現在のArvato）を設立した。また百科事典の販売も成功した。
1960年代から1970年代、読書サークルは国際化し、西ヨーロッパやアメリカ合衆国、アフリカに広まった。また雑誌や映画にも進出し、映画会社のウーファや出版社グルナー・ヤールを買収した。
1980年代から1990年代、音楽・出版事業はアメリカに進出した。バンタム・ブックス（1980年）やダブルデイ（1986年）、ランダムハウスなどの有力出版社、アリスタ・レコードやRCA、ウィンダム・ヒル・レコードを買収し、BMG（ベルテルスマン・ミュージック・グループ）に統合した。
テレビ業界やインターネットにも参入した。ドイツでは1984年に民間のテレビ放送が始まった。映画会社のウーファ (Ufa Film-und Fernseh-GmbH) を買収して、RTLplusを設立し成功を収めた。一方、インターネットではAOLと提携して、インターネット接続サービスを開始した。その他にもオンライン書店のbol.comを設立したり、Napsterに出資したりしたが、あまり成功しなかった。
2000年代に入り、ソニーやピアソンと協力して、ソニーBMGやRTLグループを設立。その後、音楽事業を売却した。

## 沿革
- 1835年 - カール・ベルテルスマンにより印刷屋兼出版社として開業
- 1958年 - アリオラ・レコードを設立し、音楽事業に進出
- 1969年 - Gunder and Jahrの株主となる（1973年に過半数確保）
- 1971年 - 株式会社に改組。
- 1977年 - ベルテルスマン財団を設立
- 1979年 - アリスタ・レコードを買収
- 1980年 - バンタム・ブックスを買収
- 1986年 - RCAレコードを買収
- 1986年 - ダブルデイを買収
- 1987年 - 音楽部門の統括会社としてBMGを設立
- 1992年 - ウィンダム・ヒル・レコードの株式の50%を取得（1996年に全数取得）
- 1995年 - AOLと提携してヨーロッパにおけるインターネット・サービス・プロバイダに進出（2000年に提携解消）
- 1996年 - アレクサンダー・ファルク（Alexander Falk）と交渉し、大手電子地図メーカーのファルク（Falk AG）を買収
- 1998年 - ランダムハウスを買収
- 2003年 - ゾンバ・レコードを買収
- 2004年 - BMGのレコードレーベル事業をソニー・ミュージックと統合し、ソニーBMGを設立
- 2006年 - BMGミュージックパブリッシングを仏ヴィヴェンディ・ユニバーサルに売却することを発表
- 2008年 - ソニーBMGの全株式をソニーへ売却、一部の音楽出版関係の権利は売却せず、新会社BMGライツマネージメント（BMG Rights Management）が継承
- 2013年 - 傘下の出版社であるランダムハウスがペンギン・ブックスと合併し、ペンギン・ランダムハウスを設立

## パートナーシャフト
ベルテルスマンはルパート・マードックのような独裁的な企業運営ではなく、労使協調のパートナーシャフトを特徴としている。
取締役会・監査役会の他に、経営協議会や従業員協議会を設けて分権的・権限委譲的な企業運営をしている。ベルテルスマン財団を設立して創業家から株式を移し、資本所有の継続性を維持している。従業員の利潤参加制度や資本参加制度を整えて、従業員からの資金調達や利益配分を行っている。